# Potamopyrgus
Potamopyrgus – rodzaj ślimaków z podgromady przodoskrzelnych, grupujący małe i bardzo małe gatunki słonawo- i słodkowodne, występujące w ciekach, estuariach, wodach przybrzeżnych oraz małych i dużych zbiornikach wodnych Nowej Zelandii i wschodniej Australii. Jeden z gatunków, wodożytka nowozelandzka (Potamopyrgus antipodarum), jest gatunkiem inwazyjnym - zawlekany najprawdopodobniej z wodami balastowymi i przez migrujące zwierzęta, rozprzestrzenia się także na innych kontynentach (w Europie, Ameryce Północnej, Azji).

## Cechy morfologiczne
Zwierzęta z długimi, zaostrzonymi czułkami, oczy na słupkach. Muszle o zróżnicowanym kształcie (stożkowate, jajowato-stożkowate, wieżyczkowate) i urzeźbieniu (gładkie, o skrętach zaopatrzonych w kolce, kil, rzędy szczecinek), stosunkowo grubościenne. Otwór muszli jajowaty, z połączonymi brzegami. Wieczko cienkie, błoniaste, ze spiralnymi skrętami. Płytka środkowa raduli ma dwa lub więcej ząbków bazalnych, położonych z lewej i prawej strony.  

## Biologia i ekologia

### Zajmowane siedliska
Organizmy eurytopowe, występują w różnych typach siedlisk słodko- i słonawowodnych, na różnych typach podłoży, zwykle jednak na niewielkich głębokościach.

### Odżywianie
Zdrapywacze i filtratorzy. Odżywiają się detrytusem i glonami peryfitonowymi, niektóre mogą filtrować pokarm (fitoplankton, bakterie z błony powierzchniowej) z wody. W żołądku występuje pręcik krystaliczny

### Rozmnażanie
Żyworodne, mogą rozmnażać się partenogenetycznie.

### Inne informacje
Nie wydalają kwasu moczowego.

## Gatunki
Rodzaj Potamopyrgus obejmuje następujące gatunki:
- Potamopyrgus antipodarum J. E. Gray, 1843 - (syn. Potamopyrgus jenkinsi)
- Potamopyrgus corolla (A. A. Gould, 1847) (gatunek typowy, z charakterystycznymi długimi kolcami na całej powierzchni muszli, stosunkowo duży – wys. muszli ok. 8 mm, endemit występujący na Nowej Zelandii[8])
- Potamopyrgus pupoides F. W. Hutton, 1882 (najmniejszy gatunek w rodzaju, wysokość muszli dorosłych osobników nie przekracza 2 mm, w przeciwieństwie do pozostałych gatunków, rozmnaża się wyłącznie amfigonicznie, a proporcje płci kształtują się jak 1:1; endemit występujący w wodach słonawych na Nowej Zelandii[8])
- Potamopyrgus estuarinus (Winterbourn, 1971)
- Potamopyrgus cresswelli  F. M. Climo, 1974 - (syn. Potamopyrgus gardneri, Potamopyrgus manneringi)
- Potamopyrgus dawbini A. W. B. Powell, 1955
- Potamopyrgus melvilli (Hedley, C., 1916)
- Potamopyrgus oscitans T. Iredale, 1944
- Potamopyrgus subterraneus H. Suter, 1905
- Potamopyrgus troglodytes (Climo, F. M., 1974)

Poza pierwszymi trzema gatunkami z listy status systematyczny pozostałych gatunków jest niepewny, co wynika z dużej zmienności morfologicznej, jaką przejawiają przedstawiciele gatunków należących do tego rodzaju.